# Otto Hagborg
Otto Josias Engelbrekt Hagborg född 31 augusti 1854 i Göteborg, död 5 januari 1927 i Stepney, Storlondon, Storbritannien, var en svensk konstnär och simhoppare. Bror till konstnären August Hagborg.

## Biografi
Efter studier på Uppsala universitet reste Otto Hagborg till Paris 1880, där hans bror August Hagborg redan var en framgångsrik konstnär. Trots att Otto Hagborg ställde ut på Salon des Artistes Français i Paris och på Royal Academy i London så uppnådde han aldrig samma framgång som sin bror. Runt 1890 flyttade han till London tillsammans med Hjalmar Johansson, där de hjälpte till att introducera konstnärlig simhoppning i Storbritannien.
Otto Hagborg gifte sig med konstnären Hannah Posener 1905. Året därpå reste han till Aten för att tävla för Sverige i de Olympiska sommarspelen 1906. Han kom på 12:e plats trots att han då, vid 51 år och 9 månaders ålder, var den äldsta deltagaren i både simning och dykning. Han blev brittisk medborgare 1926, 12 månader före sin död. Hagborg finns representerad vid bland annat Göteborgs konstmuseum.

## Galleri

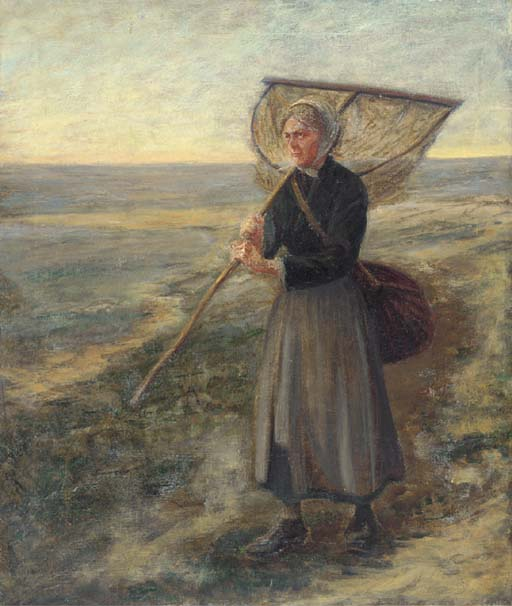
Räkfiske, av Otto Hagborg